# Kisa
Kisa es una ciudad situada en la provincia de Östergötland, Suecia. Es el centro administrativo del municipio de Kinda.
La ciudad está ubicada en la confluencia de los ríos Kisa y Lillaån, que van a desembocar en el lago Kisa. Tiene una población de 3.687 habitantes (2008).
La industria principal es la manufactura de artículos de papel.
La actriz Inger Nilsson, que personificó a Pippi Calzaslargas -un personaje de la escritora Astrid Lindgren- en la década de 1970, y el deportista Magnus Samuelsson son nacidos en Kisa. Tanto Pippi como Magnus están calificados como los más fuertes del mundo.